# Krummholz

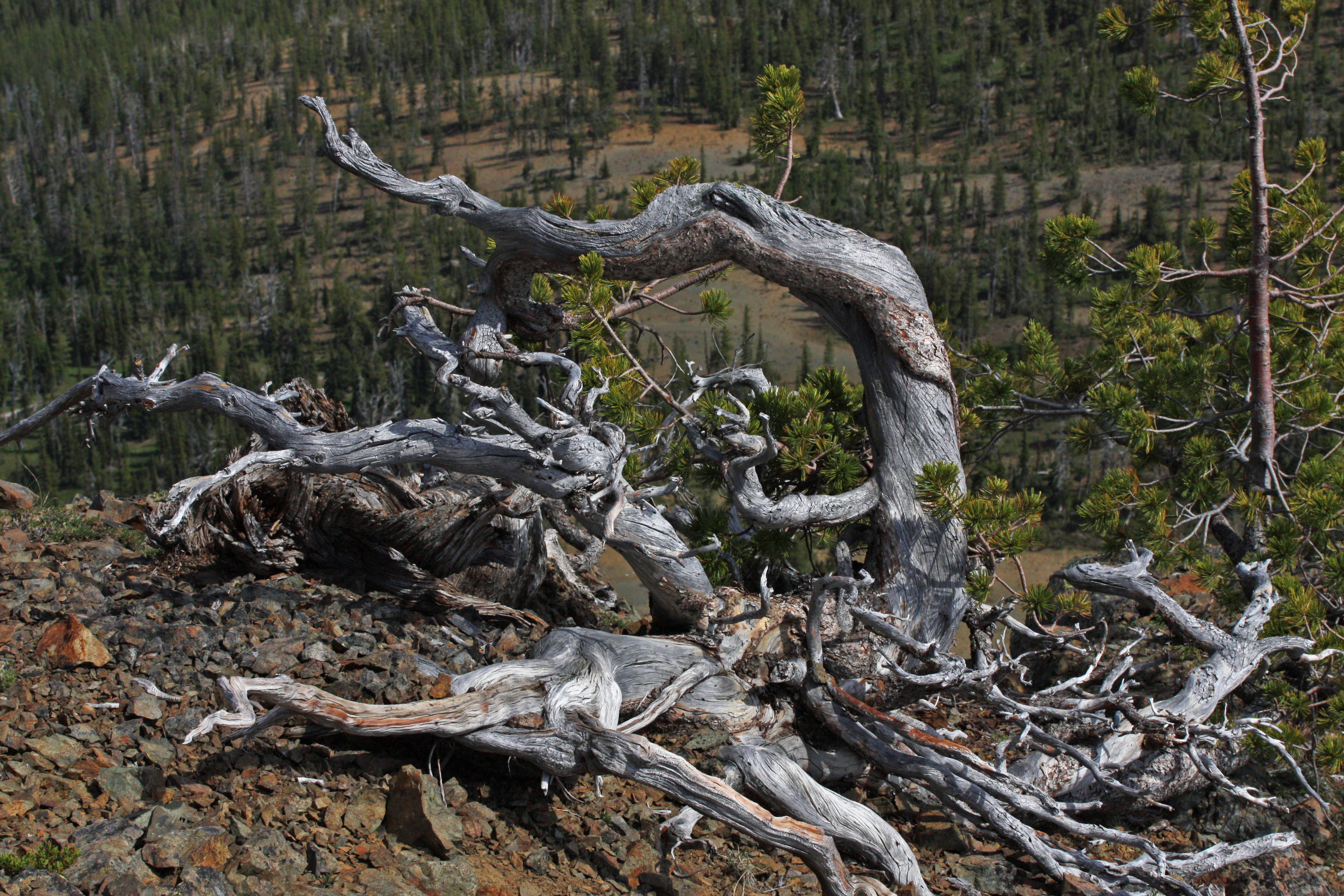
Krummholz Pinus albicaulis en el Bosque nacional de Wenatchee, Estados Unidos

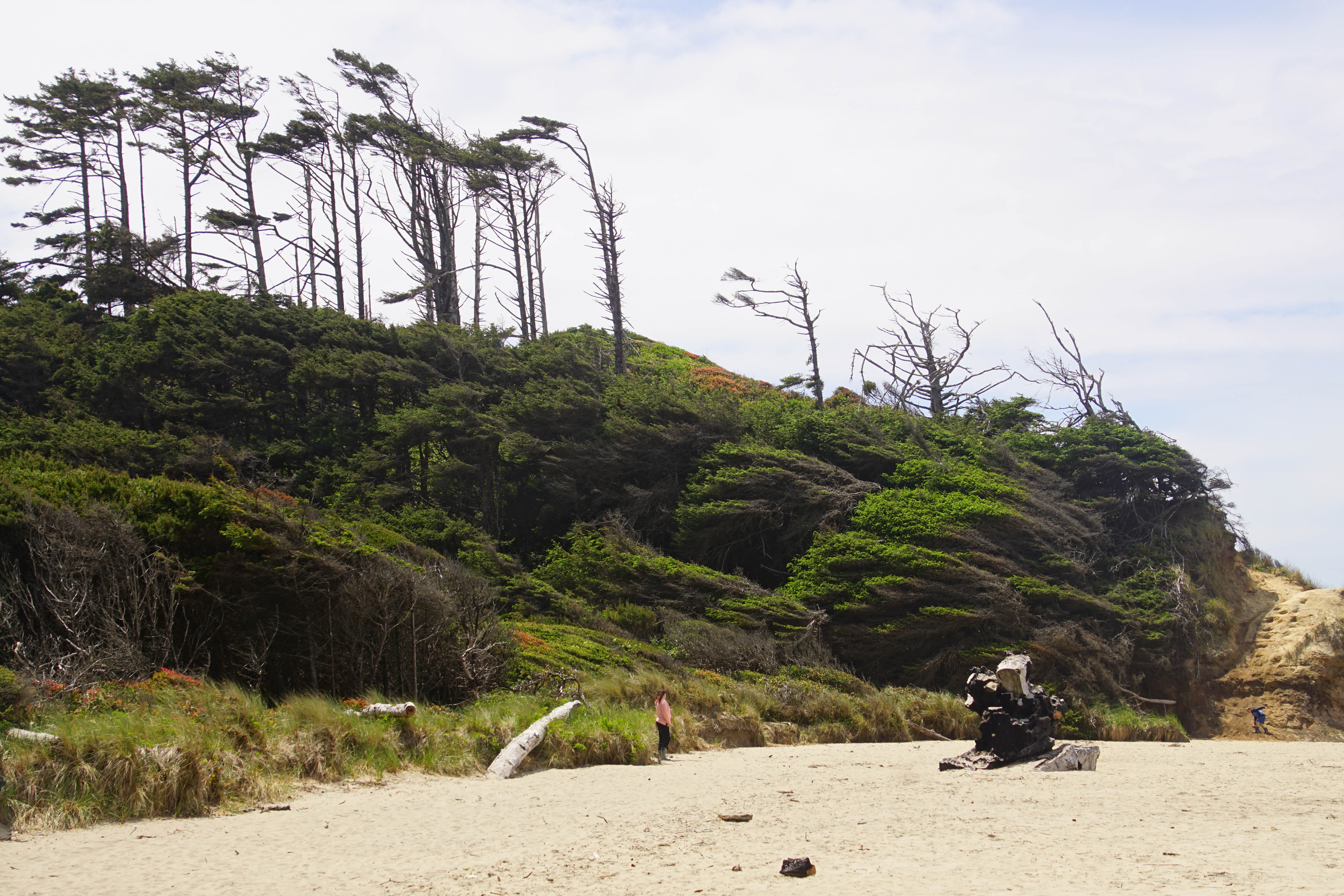
krummholz en Ona Beach, Oregón, Estados Unidos

Krummholz o krumholtz (en alemán Krumm, "doblado, retorcido" y Holz, "madera") —también llamado knieholz ("madera de rodilla")— es un tipo de vegetación atrofiada y deformada que se encuentra en paisajes subárticos  y subalpinos del límite arbóreo, moldeada por la exposición continua a fuertes vientos helados. En paisajes costeros, la brisa marina cargada de arena y sal puede aumentar el efecto erosivo del viento. Con una velocidad constante de 27 a 36 km/h basta para provocar una reducción en tamaño de las hojas y la longitud de los entrenudos, a los 70 km/h, el crecimiento del árbol es detenido casi por completo e incluso puede ser suficiente para matarlo. 
En estas condiciones, los árboles solo pueden sobrevivir donde están protegidos parcialmente por formaciones rocosas o cubiertos de nieve. A medida que la porción inferior de estos árboles continúa creciendo, la cobertura del follaje se vuelve extremadamente densa cerca del suelo. En Terranova y Labrador, esta formación es conocida como tuckamore. Los árboles Krummholz también se encuentran en playas como la costa de Oregón, donde los árboles pueden llegar a ser mucho más altos que sus homólogos subalpinos.

## Especies

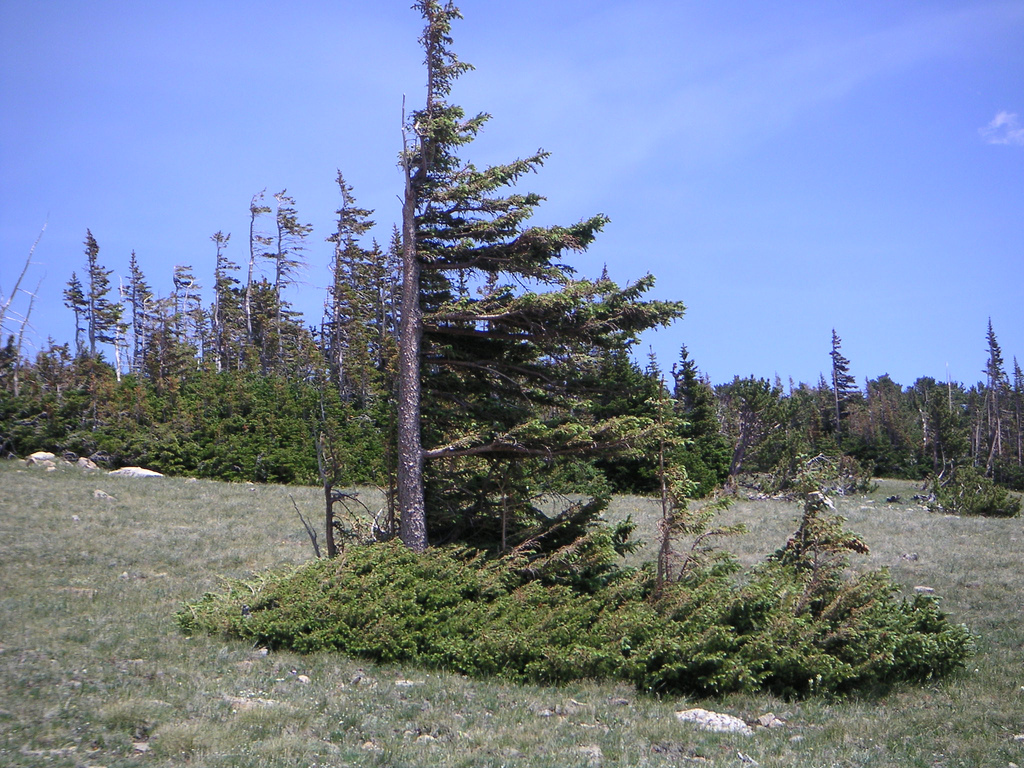
Picea engelmannii árbol bandera en Colorado, EE. UU.

Algunos árboles que pueden presentar krumholtz son Pícea europea, pino negro, abeto balsámico, pícea roja, pícea negra, abeto subalpino, alerce subalpino, pícea de Engelmann, pino de corteza blanca, pino huyoco, pino blanco occidental en el sur de Columbia Británica, pino longevo, cicuta de montaña en el área de Revelstoke, y pino contorta. Algunos árboles krummholz de pícea negra se encuentran en los bosques boreales del norte de Canadá. Los krummholz también son abundantes en la zona de transición alpina de las Montañas Blancas de New Hampshire y de la misma zona en las Montañas Verdes de Vermont.

## Árbol bandera

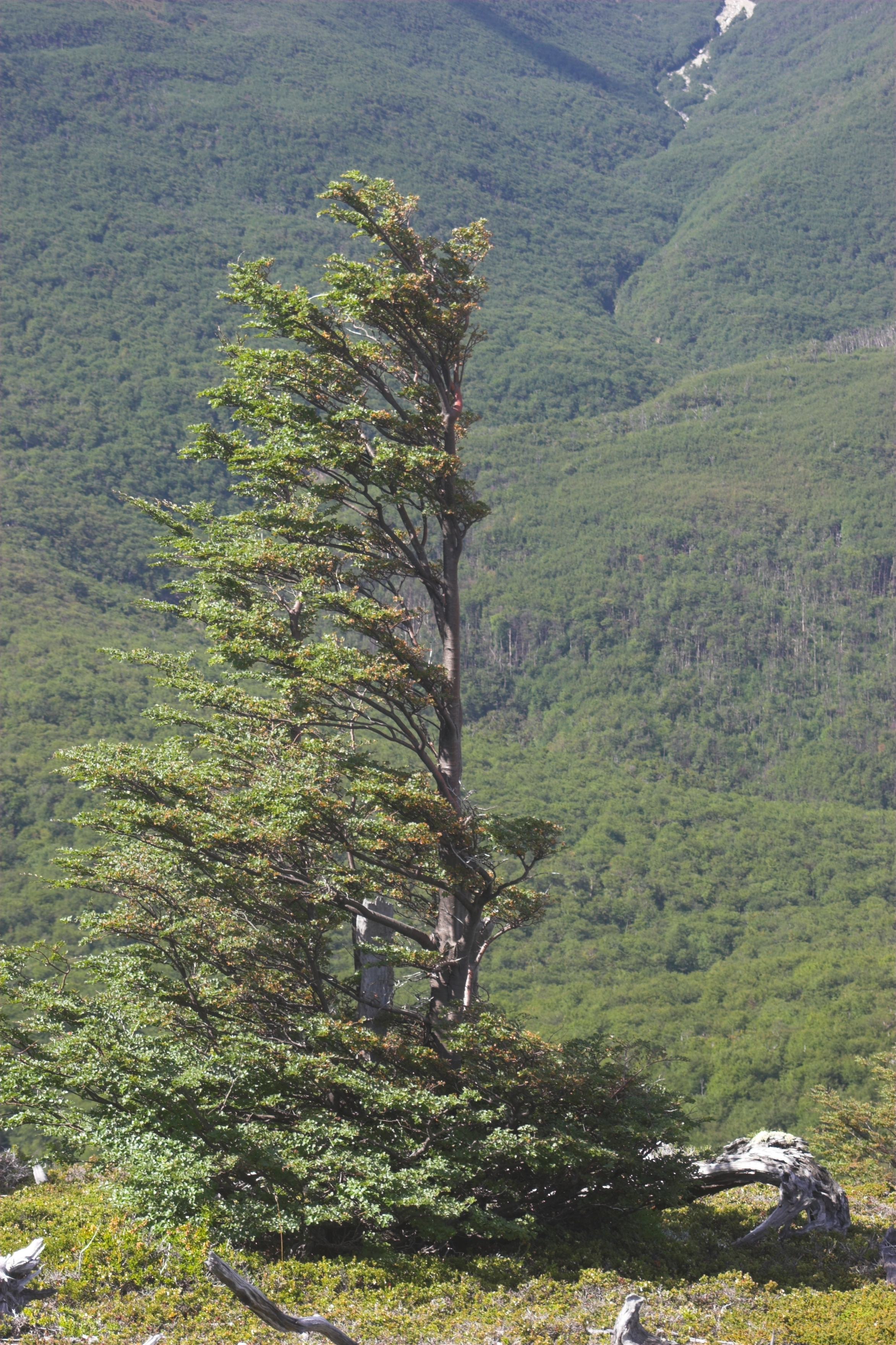
Árbol bandera en el Parque nacional Torres del Paine, Chile

Una variación de la formación de krummholz es el árbol bandera. Las ramas en el lado de barlovento son destruidas o deformadas por los fuertes vientos casi constantes en una dirección específica, lo que le da al árbol una apariencia característica de bandera o pancarta. Esta es una ocurrencia bastante común en los abetos rojos de los picos más altos de los montes Apalaches centrales e incluso del sur , y se ve con mayor frecuencia en los picos altos y las mesetas azotadas por el viento de las montes Allegheny, al este de Virginia Occidental, en elevaciones de 1,200 m y más. En las regiones tropicales cercanas al ecuador, los vientos alisios pueden dar forma a los árboles de manera similar.

## Aplicaciones
Históricamente, la madera torcida era un material buscado para varias aplicaciones que de otro modo no serían técnicamente factibles, ya que las fibras de la madera torcida de forma natural mantenían la forma curva, haciendo piezas individuales más fuertes que si fueran de varios tozos unidos. Algunos de estos usos son:
- Mangos para herramientas como arados, espadas y guadañas
- Cuadernas para construcción naval
- Edificios con vigas y entramados de madera
- Talla en madera de figuras ornamentales
- Construcción de trineos
- Fabricación de trompas alpinas, instrumento tradicional de Suiza

## Galería

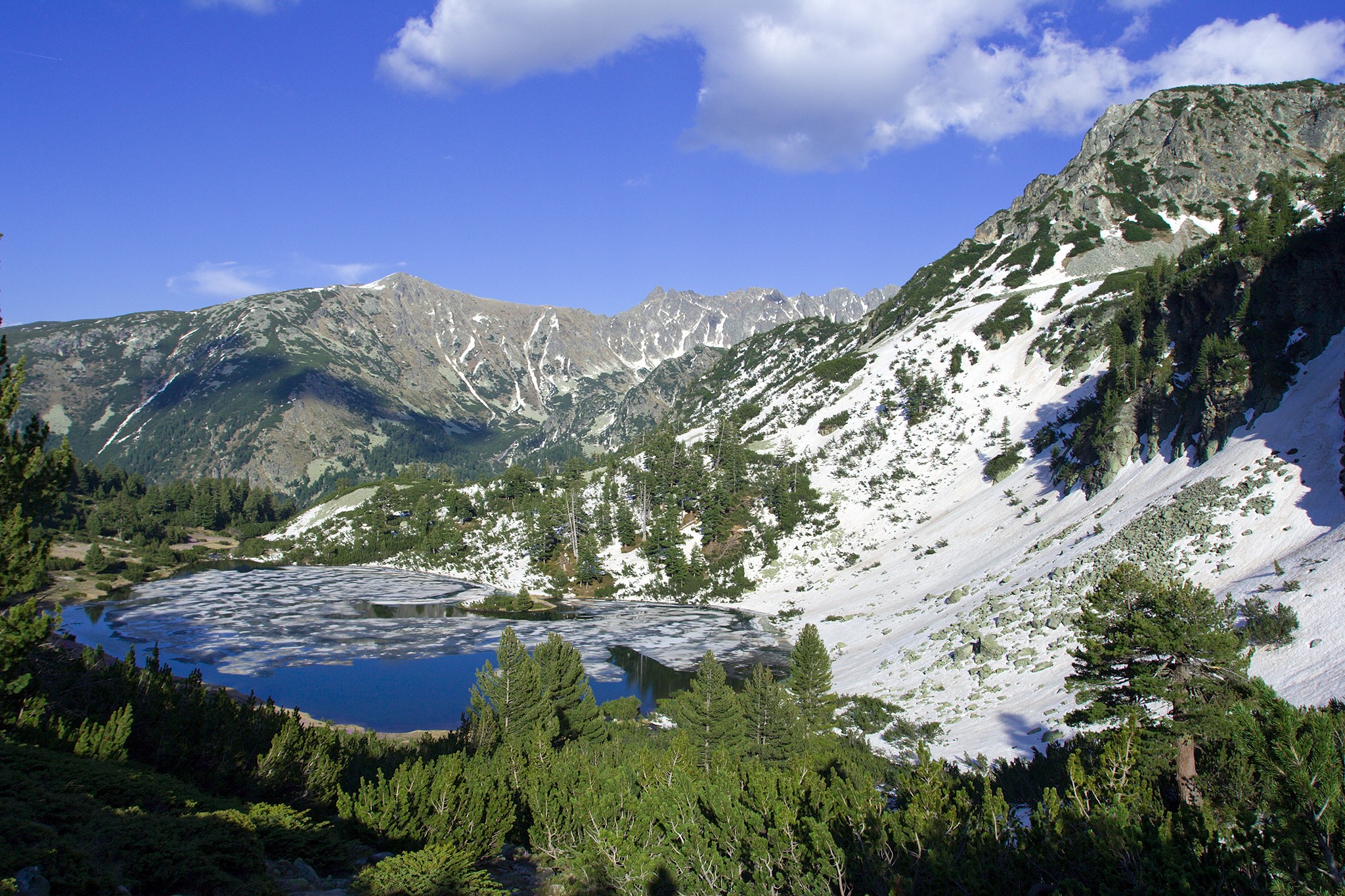
Krummholz en los montes Pirin, Bulgaria
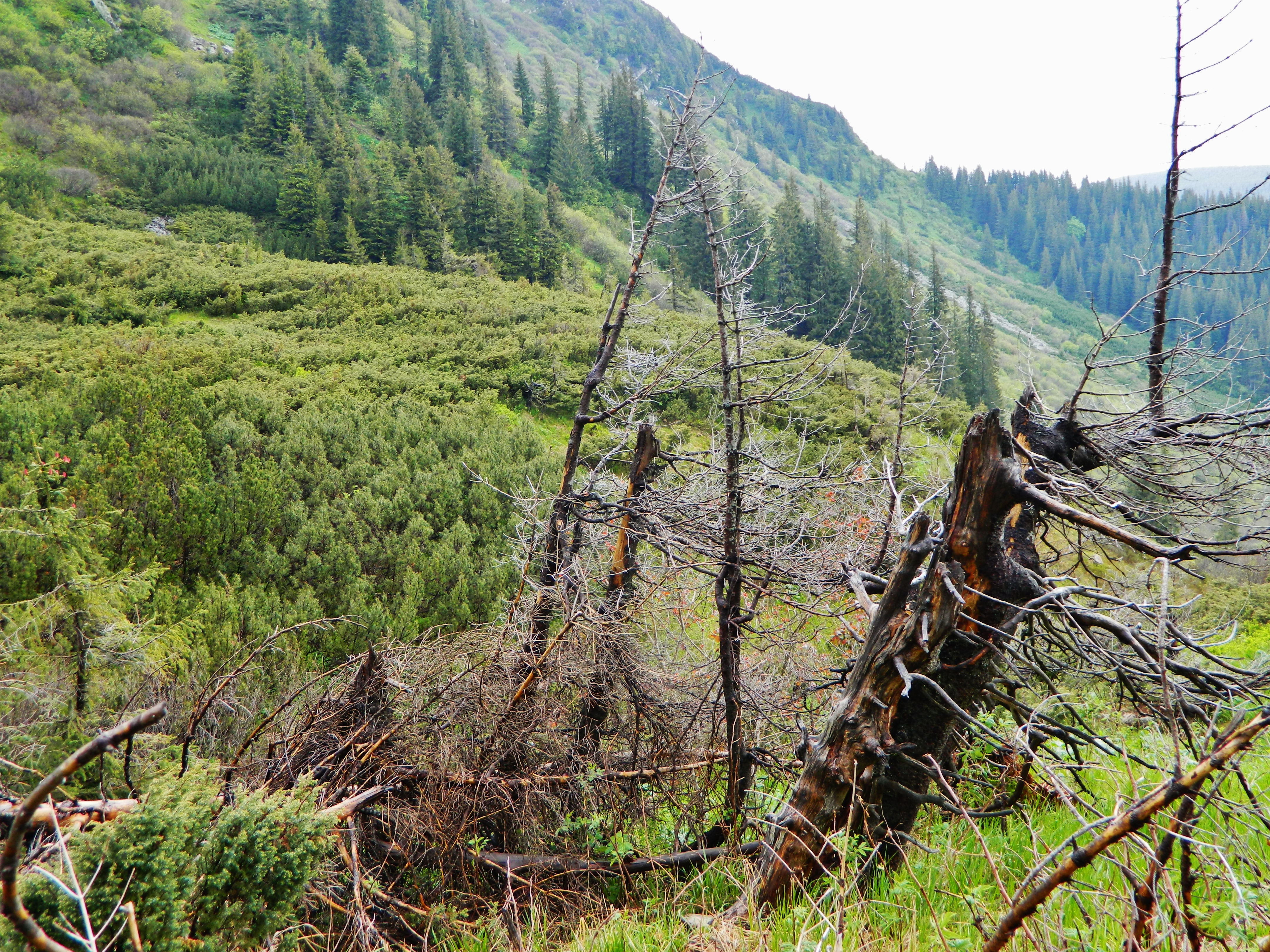
Krummholz en el monte Pozhyzhevska, Cárpatos ucranianos
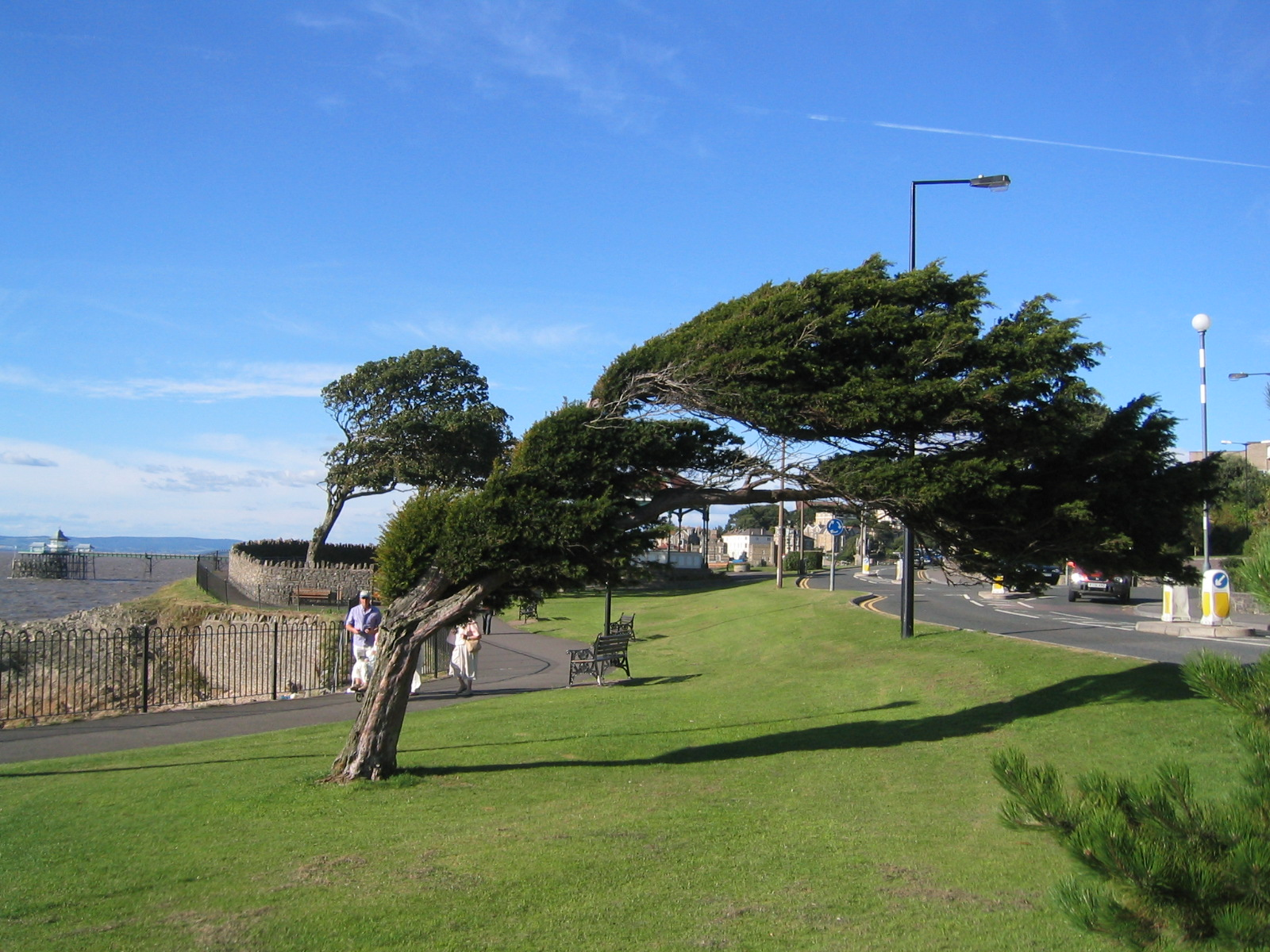
Árbol bandera en North Somerset, Inglaterra
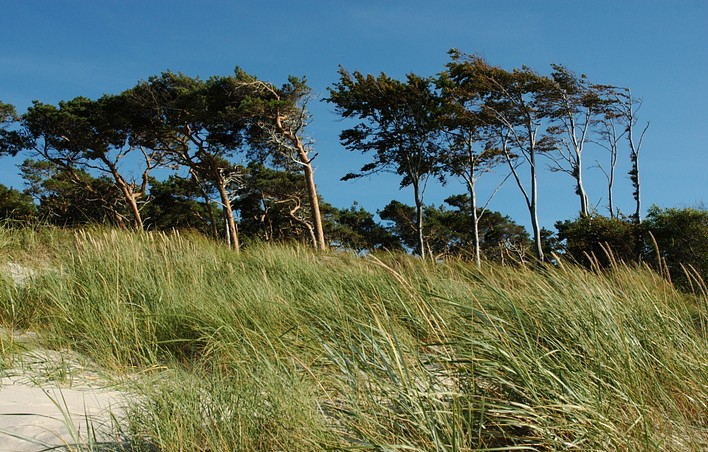
Árboles bandera en Fischland-Darß-Zingst, Alemania
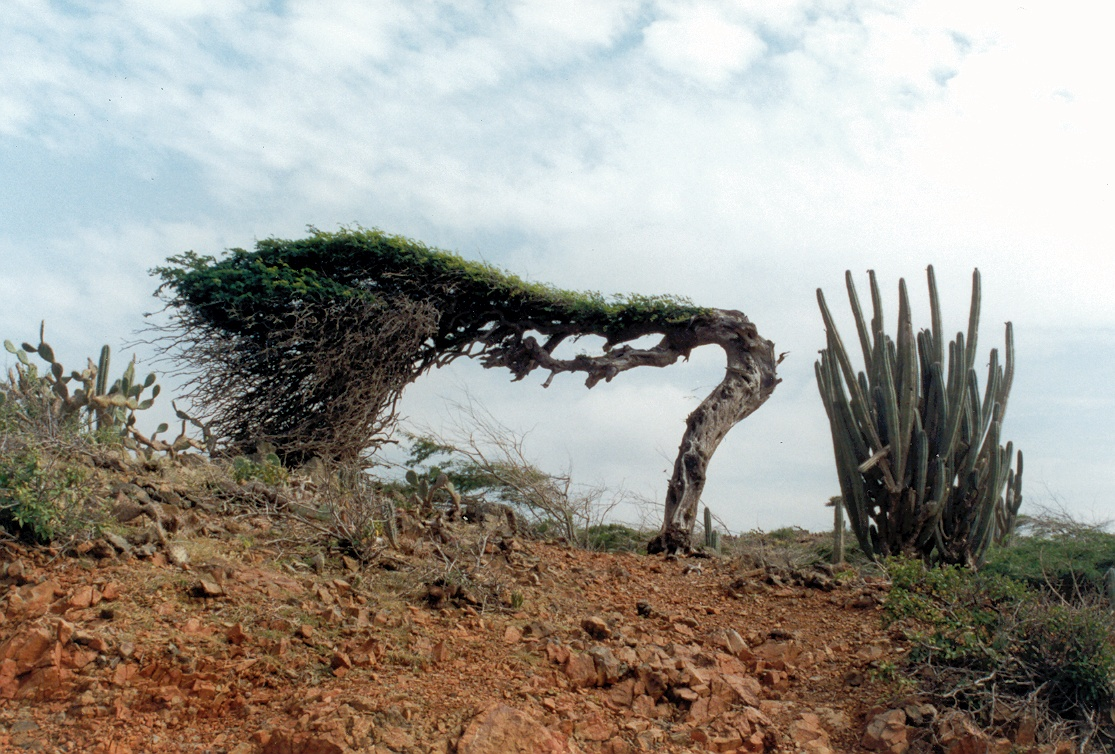
Árbol bandera (Caesalpinia coriaria) en Aruba
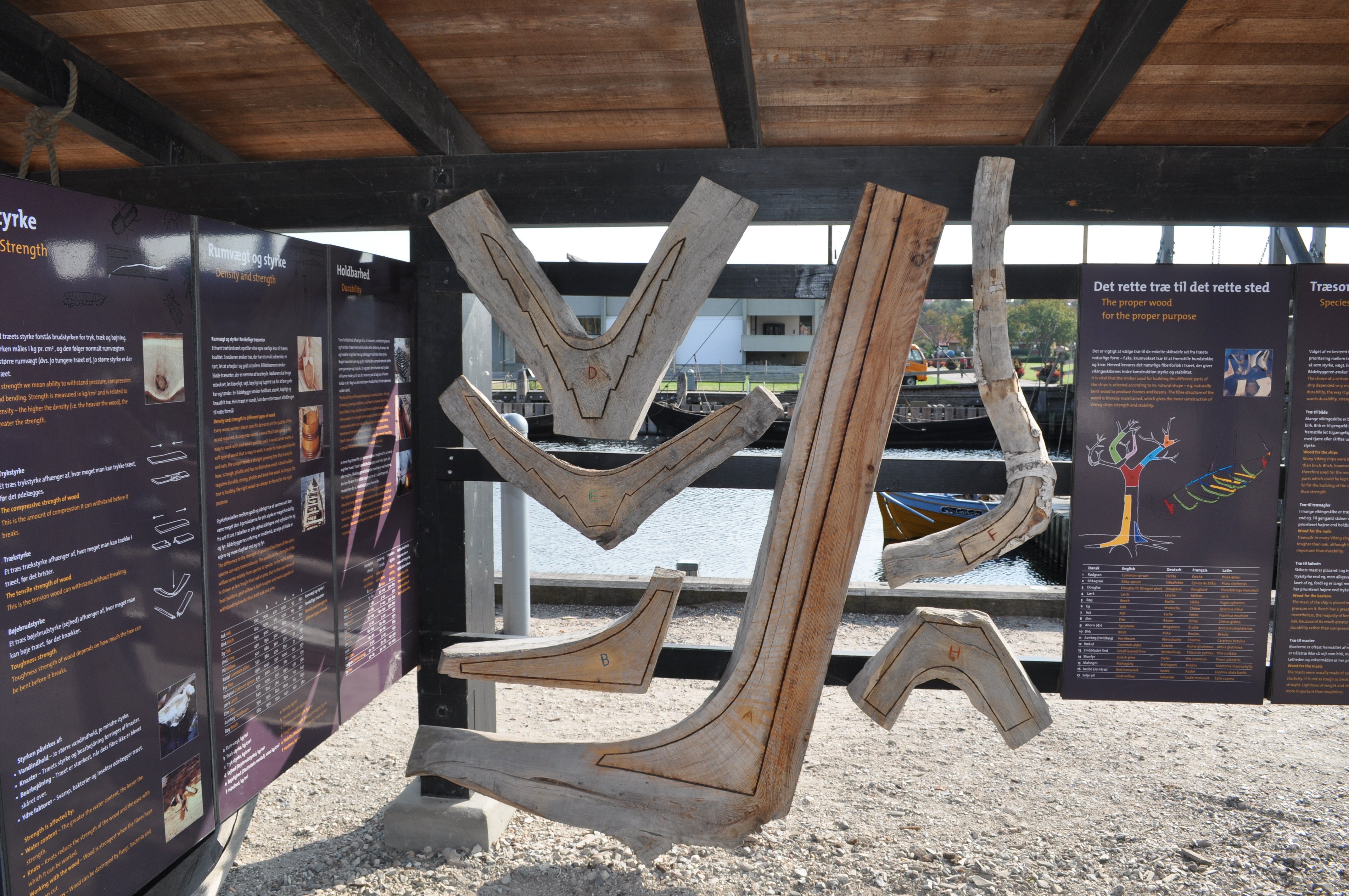
Ejemplos de madera krummholz para construcción naval